# Algeria Web Awards
Pour les articles homonymes, voir AWA.
Algeria Web Awards, couramment abrégé en AWA, est une compétition annuelle dont le but est de récompenser le meilleur contenu algérien sur internet. Créée en 2012 à l'initiative de Faiçal Azouaou, enseignant de l'École nationale supérieure d'informatique (ESI), AWA est organisée par le Club scientifique de cette même école jusqu'en 2014.
La compétition reprend en 2016 sous l'impulsion de l'agence digitale Shift'IN, nouvel organisateur de l'évènement.

## Histoire

### Lancement à l'ESI
La première édition de la compétition est lancée le 12 janvier 2012 par un enseignant-responsable de l'École nationale supérieure d'informatique, Faiçal Azouaou. Ce dernier chapeaute un groupe d'étudiants membres du Club scientifique de l'ESI (CSE), qui se charge de l'organisation de l'évènement,. Première du genre en Algérie, AWA connaît un certain succès et réussit à attirer de nombreux participants, parmi lesquels 35 agences web ainsi que quelques dizaines de freelancers pour un total de 436 sites web soumis,. La seconde édition de la compétition est également organisée par le CSE, en collaboration cette fois-ci avec l'entreprise Tamayez,. Lancée le 17 janvier 2013, cette édition voit l'introduction de plus de 39 catégories et la participation de plus de 500 sites dont 46 provenant d'agences web.
La coopération CSE-Tamayez se poursuit à l'occasion de la troisième édition de la compétition, qui est alors rebaptisée « Algeria Web & Mobile Awards ». Ce renommage est motivé par la décision de l'équipe organisatrice d'inclure dix nouvelles catégories réservées aux applications mobiles,, ce qui a pour conséquence de réduire le nombre de catégories consacrées aux sites web à 22. AWA 2014 est marquée par une baisse de la participation par rapport aux deux précédentes éditions, avec seulement 250 sites et 50 applications mobiles soumis au jury. La cérémonie de remise des prix a lieu le 19 juin 2014 à l'hôtel Hilton d'Alger.

### Reprise par Shift'IN
Après une interruption d'une année, la compétition est relancée en 2016 avec, cette fois-ci, une nouvelle équipe organisatrice aux commandes, l'agence digitale Shift'IN (alors nommée Creativinno). Cette dernière opère de nombreux changements dans le format des Algeria Web Awards, parmi lesquels l'introduction de nouvelles catégories réparties désormais en quatre « Grands axes » : Site web, Mobile, Médias sociaux et Prix spéciaux,.
La cérémonie de remise des prix se tient à l'hôtel Aurassi d'Alger, le 18 décembre 2016. Cette édition est la plus réussie en termes de participation avec en tout 1094 projets soumis répartis sur les quatre « axes » de la compétition, dont 596 sites, 308 pages sur les médias sociaux et 101 applications mobiles.

## Aspects socio-économiques

### Impact et objectifs
| #               | 2012 | 2013 | 2014 | 2016 |
| --------------- | ---- | ---- | ---- | ---- |
| Sites web       | 436  | +500 | 250  | 596  |
| Applications    | -    | -    | 50   | 101  |
| Réseaux sociaux | -    | -    | -    | 308  |
| Prix spéciaux   | -    | -    | -    | 89   |

Algeria Web Awards s'impose petit à petit dans le paysage du web algérien jusqu'à en devenir la « plus grande compétition ». La reprise par Shift'IN fait franchir un nouveau cap aux AWA, dont l'édition 2016, présentée sous un nouveau format, est marquée par un record de participation. Le hashtag de la compétition se hisse en deuxième position des Tendances sur Twitter le soir de la cérémonie de remise des prix. L'évènement suscite un intérêt sur la quasi-totalité du territoire algérien puisque pas moins de 44 wilayas sur 48 prennent part à AWA 2016 avec au minimum un projet soumis.
Les organisateurs d'AWA se donnent pour ambition, à travers cette compétition, de « créer une dynamique d’amélioration du contenu web algérien », et de mettre en valeur et en concurrence les « acteurs » de ce dernier. Ils réussissent notamment à « révéler un important potentiel de compétences » lors de l'édition 2016.

### Partenaires et sponsors
Du fait de son lancement au sein de l'École nationale supérieure d'informatique, la compétition obtient dès ses débuts le soutien de la communauté digitale en Algérie, notamment le Club scientifique de l'ESI qui participe activement à l'organisation des trois premières éditions.
Les Algeria Web Awards bénéficient lors de la première édition de l'appui de plusieurs sponsors, notamment Mobilis, opérateur de téléphonie mobile, et Condor Electronics, entreprise spécialisée dans l'électroménager et l'électronique. Lors de l'édition 2016, d'autres firmes assurent le parrainage d'AWA, notamment Djezzy, opérateur de téléphonie mobile, et Ericsson, entreprise de télécommunications.
Par ailleurs, les AWA sont organisées sous le patronage du ministère de la Poste, des Télécommunications, des Technologies et du Numérique,.

## Fonctionnement
La compétition se déroule en quatre phases, les internautes souhaitant participer sont d'abord appelés à mettre en lice leurs projets dès l'ouverture des inscriptions en ligne. Les projets sont ensuite évalués par un jury hétéroclite qui sélectionne les finalistes. Puis, ces derniers sont soumis au vote du public, dont les résultats sont dévoilés au cours d'une cérémonie de clôture qui comprend également la remise des prix aux vainqueurs dans les différentes catégories.

## Identité visuelle
Les Algeria Web Awards changent plusieurs fois de logo depuis le lancement de la compétition en 2012.

Logo en 2012
Logo en 2013
Logo en 2014
Logo actuel